# أشتون إيتون

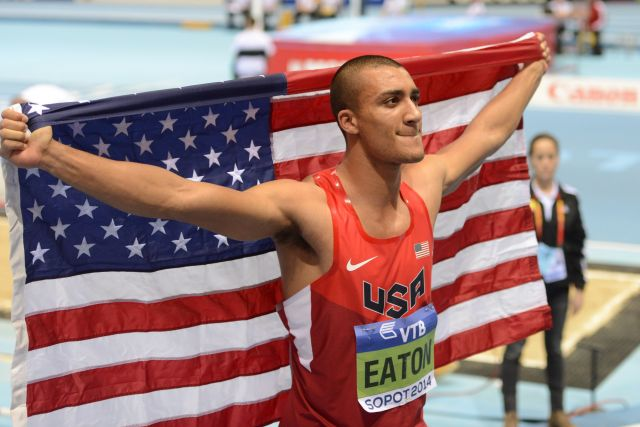
إيتون في منافسات العالم ألعاب القوى داخل الصالات في سنة 2014.

أشتون جيمس إيتون (بالإنجليزية: Ashton James Eaton)‏ هو متسابق عشاري أمريكي ولد في يوم 21 يناير 1988 في مدينة بورتلاند في الولايات المتحدة، يعتبر واحد من أفضل متسابقي العشاري في التاريخ وهو حامل الرقم القياسي له برقم 9,045 نقطة، كما أنه حامل الرقم القياسي في السباعي داخل الصالات الذي سجله في أغسطس 2015، بالإضافة أنه الفائز بالميدالية الذهبية في دورة الألعاب الأولمبية الصيفية 2012 في لندن.

## روابط خارجية
- أشتون إيتون على موقع الاتحاد الدولي لألعاب القوى (الإنجليزية)
- أشتون إيتون على موقع الاتحاد الأمريكي لسباقات المضمار والميدان (الإنجليزية)
- أشتون إيتون على موقع الدوري الماسي (الإنجليزية)
- أشتون إيتون على موقع TFRRS.org (الإنجليزية)
- أشتون إيتون على موقع اللجنة الأولمبية الدولية (الإنجليزية)
- أشتون إيتون على موقع أوليمبيديا (الإنجليزية)
- أشتون إيتون على موقع اللجنة الأولمبية والبارالمبية الأمريكية (الإنجليزية)